# 李平 (主持人)
李平（1960年7月—），山西大同人，令完成的妻子，山西省艺术学校雁北分校（又称雁北艺校）舞蹈系。畢業后分到为山西省歌舞团成为一名舞蹈演员。1988年从山西雁北歌舞团考入山西省电视台，1989年借调文艺部，主持首届家庭音乐会，连续七天直播得到大家好评，因此正式调入文艺部，主持每周一次的直播综艺节目《五彩缤纷》。1992年山西十二地市文艺节目展播，被评为最佳节目主持人。1993年进入中央电视台评论部，主持每日播出的《东方时空 生活空间》栏目。在1996的《东方时空》千期观众日，被观众评为最受观众欢迎的节目主持人第一名。之后离开《东方时空》，到北京广播学院进修两年。1997年毕业后，调入央视文艺部，担任编导并主持每周一次的《周末大回旋》栏目。2000年《爱心世界》栏目开播，李平担任此节目的主持人，开始讲述老百姓的爱心故事。
李平的父亲是一名公安民警，已经退休，退休前为山西省大同市城区公安分局副局长。李平母亲曾在饭店工作。李平父母共有5名子女，李平排行老大，后面还有三个妹妹和一个弟弟，其弟为山西大同富豪李军。
李平的丈夫为令计划的弟弟令完成。李平与他在上世纪90年代相识，两人此前均有过一次婚姻。
有传闻称，在其老公令完成和其弟李军被调查后，和令完成双双出走美国，现居加利福尼亚州，并在2013年底，令完成用王诚的名字和李平一起在卢米斯的一个封闭式住宅小区买下一套房子。